# 安田隆行
安田 隆行（やすだ たかゆき、1953年3月5日 - ）は日本中央競馬会 (JRA) の元騎手、元調教師。栗東トレーニングセンターに所属していた。京都府京都市出身。自厩舎所属の調教助手である安田景一朗（長男）とJRA調教師の安田翔伍（次男）は実子。

## 概要
1972年に騎手デビュー、1980年代から小倉競馬場・中京競馬場といったローカル開催を得意とする騎手として知られたが、1991年にトウカイテイオーとのコンビで皐月賞・東京優駿のクラシック二冠を制した。1994年に調教師へ転身。おもな管理馬に、それぞれGI級競走に優勝しているトランセンド、グレープブランデー、カレンチャン、ロードカナロアなどがいる。

## 経歴
1953年、京都市五条に生まれる。実家はとくに競馬との関わりがない家庭であったが、中学生のときに父と京都競馬場を訪れたことをきっかけに競馬にのめりこみ、騎手を志す。中学校卒業後、京都競馬場の梶与三男厩舎に騎手候補生として入門。1972年に騎手免許を取得し、梶厩舎から正騎手としてデビューした。

### 騎手時代
同年3月4日に初騎乗、18日にニホンピロエイジーで初勝利を挙げる。初年度は12勝を挙げ、中央競馬関西放送記者クラブ賞（関西新人賞）を受賞した。しかし翌年3月には阪神競馬の障害競走騎乗中に落馬、脳挫傷を負って意識不明の重体になり、半年の休養を経験した。回復後は徐々に勝利数を伸ばし、デビュー4年目の1975年、コウケンジでシュンエイ記念を制し、重賞初勝利を挙げた。1980年、京都競馬場の改装をきっかけに小倉競馬場での騎乗が増え、当年44勝を挙げる。以後小倉開催での活躍が目立ち始め、「小倉男」「小倉の安田」とも称された。安田自身もこの異名に誇りを抱き、「GIがあっても小倉へ行くようなスタンス」で小倉を中心に活躍を続け、小倉開催45週連続勝利などの記録も樹立。しかしこうした信条から、八大競走、GI競走の勝利は長らくなかった。
1990年12月1日、懇意としていた松元省一厩舎の所属馬トウカイテイオーの新馬戦に騎乗して勝利。当日、この勝利を含めて6勝を挙げ、中央競馬の1日勝利数の新記録（当時）を樹立した。当年、自己最高の83勝を挙げてリーディング6位を記録し、自身初のベスト10入りを果たす。翌1991年はトウカイテイオーとのコンビで皐月賞に優勝し、デビュー20年目にしてGI競走を初制覇。次に出走した東京優駿（日本ダービー）も制してダービージョッキーとなり、競走後には観客から祝福の「安田コール」が起こった。この競走を最後にトウカイテイオーからは降板となったが、全国区の知名度を獲得し、JRA発行の「ジョッキー列伝」ポスターも制作された。後年安田は「テイオーは僕の人生のすべて。表舞台に引き連れていってくれたから」と語っている。
1994年、6度目の受験で調教師試験に合格し、騎手を引退した。通算6401戦680勝（うち障害競走4勝）、重賞13勝。小倉開催重賞のうち、北九州記念のみ勝てなかったことから、引退前に小倉で行われたセレモニーにおいて「ぼくが取れなかった北九州記念を、管理馬で取りに来ます」と語った。なお、その北九州記念は2011年に管理馬のトウカイミステリーで優勝している。

### 調教師時代
1995年3月1日付けで滋賀県栗東トレーニングセンターに安田隆行厩舎を開業。11日に管理馬初出走、25日にアカツキホーオーで初勝利を挙げる。2000年にシルヴァコクピットできさらぎ賞を制し、重賞初勝利を挙げた。
1999年以降は安定して年間20 - 30前後の勝利数を保ち、2009年には年間39勝を挙げて勝利度数で全国7位（関西6位）に入り、自身初のベスト10入りを記録。翌2010年12月にはトランセンドでジャパンカップダートを制し、開業16年目で調教師としてのGI競走初制覇を果たした。同年優秀調教師賞を初受賞。翌2011年にはトランセンドが世界最高賞金競走・ドバイワールドカップに出走し、日本馬初優勝となったヴィクトワールピサから僅差の2着となった。当時日本国内が3月11日に発生した東北地方太平洋沖地震に伴う混乱下（東日本大震災）にあり、日本馬による1・2着独占は日本のみならず現地においても「感動的」と報じられた。この年、安田厩舎はトランセンド、グレープブランデー、カレンチャンの3頭で5つのGI級競走を制したほか、カレンチャンを筆頭とする4頭で6つの短距離重賞を制し、「短距離王国」とも評された。この中には安田が騎手引退セレモニーで勝利を誓った北九州記念も含まれた。年間では池江泰寿と並び最多の重賞11勝を含む43勝を挙げ、優秀調教師賞を2年連続で受賞。また、最優秀ダートホースにトランセンド、同短距離馬にカレンチャンと、管理下から2頭が年度表彰を受けた。翌2012年にもカレンチャンとロードカナロアで春秋の短距離GI競走を制したほか、ロードカナロアは年末、日本馬が大敗を続け「鬼門」とも言われていた香港スプリントで優勝し、安田も国外のGI競走を初制覇した。ロードカナロアは2013年にも高松宮記念、安田記念を制し、前年制したスプリンターズステークスと香港スプリントも連覇し2年連続での最優秀短距離馬および厩舎初のJRA賞年度代表馬を受賞。2018年にはJRA顕彰馬に選定された。
2015年5月31日、東京11Rでジェネシスロックが1着となり、現役14人目となるJRA通算600勝を達成。騎手でも通算680勝を挙げており、調教師と両方で600勝達成は中央競馬史上初の快挙となった。
2020年にはロードカナロア産駒のダノンスマッシュにて再び香港スプリントを制し、親子での制覇となった。
2024年3月3日、調教師最後の日に全国3場へ計13頭を出走させ、阪神2Rでタキが1着となり最後の勝利となった。当日は騎手の引退セレモニーと同じく、騎手デビューから2年目に大きな落馬事故に遭い苦労した時代に、復活のきっかけを与えてくれた特別な場所とする小倉競馬場で引退セレモニーが行われた。2024年3月5日をもって定年のため、調教師を引退した。

## エピソード
2007年4月には、管理馬ホワイトベッセルが希少な白毛馬として中央競馬史上初の勝利を挙げた。また、同月には安田自身が第1回ジョッキーマスターズの出場騎手に名を連ね、トウカイテイオーの服色で参戦、3着という成績を残している。

## 騎手成績
| 通算成績 | 1着 | 2着 | 3着 | 4着以下 | 騎乗回数 | 勝率 | 連対率 |
| -------- | --- | --- | --- | ------- | -------- | ---- | ------ |
| 平地     | 676 | 627 | 604 | 4,461   | 6,368    | .106 | .205   |
| 障害     | 4   | 2   | 7   | 20      | 33       | .121 | .182   |
| 計       | 680 | 629 | 611 | 4,481   | 6,401    | .106 | .204   |

|            | 日付          | 競走名          | 競馬場 | 馬名               | 頭数 | 人気 | 着順 |
| ---------- | ------------- | --------------- | ------ | ------------------ | ---- | ---- | ---- |
| 初騎乗     | 1972年3月4日  | 4歳未勝利       | 阪神   | ニシツオーネ       | 13   | -    | 12着 |
| 初勝利     | 1972年3月18日 | -               | 阪神   | ニホンピロエイジー | -    | -    | 1着  |
| 重賞初騎乗 | 1972年10月1日 | 阪神障害S（秋） | 阪神   | オーシャンライン   | 7頭  | 7    | 5着  |
| 重賞初勝利 | 1975年9月20日 | シュンエイ記念  | 阪神   | コウケンジ         | 9頭  | 1    | 1着  |
| GI級初騎乗 | 1981年5月31日 | 東京優駿        | 東京   | シェラトンシチー   | 27頭 | 27   | 23着 |
| GI初勝利   | 1991年4月14日 | 皐月賞          | 中山   | トウカイテイオー   | 20頭 | 1    | 1着  |

### 受賞
- 中央競馬関西放送記者クラブ賞（1972年）
- 中京競馬記者クラブ賞2回（1989年、1990年）
- 関西競馬記者クラブ賞特別賞（1990年）
- 小倉ターフ賞（1991年）

### 主な騎乗馬
※括弧内は安田騎乗時の優勝重賞競走。太字はGI級競走。
- コウケンジ（1975年シュンエイ記念）
- リョクシュ（1978年タマツバキ記念・春）
- ローベルギフト（1981年小倉大賞典）
- ダンディアポロ（1988年小倉3歳ステークス）
- ハギノハイタッチ（1989年小倉3歳ステークス）
- リリーズブーケ（1989年サファイヤステークス）
- スノージェット（1990年小倉記念）
- ナルシスノワール（1990年スワンステークス）
- トウカイテイオー（1991年皐月賞、東京優駿）
- フェイムオブラス（1991年CBC賞）
- ナガラフラッシュ（1993年小倉3歳ステークス、テレビ東京賞3歳牝馬ステークス）

その他
- イシノアラシ
- シンウルフ
- タニノチカラ
- トウカイローマン
- トクザクラ
- ニホンピロムーテー

## 調教師成績
|            | 日付          | 競馬場・開催  | 競走名               | 馬名               | 頭数 | 人気 | 着順 |
| ---------- | ------------- | ------------- | -------------------- | ------------------ | ---- | ---- | ---- |
| 初出走     | 1995年3月11日 | 1回中京3日12R | 5歳上500万下         | キョウエイミラー   | 16頭 | 4    | 5着  |
| 初勝利     | 1995年3月25日 | 1回中京7日6R  | 5歳上500万下         | アカツキホーオー   | 16頭 | 1    | 1着  |
| 重賞初出走 | 1995年5月7日  | 5回京都6日11R | 京都4歳特別          | プログラム         | 16頭 | 1    | 7着  |
| 重賞初勝利 | 2000年2月13日 | 2回京都6日11R | きさらぎ賞           | シルヴァコクピット | 12頭 | 2    | 1着  |
| GI初出走   | 1997年5月18日 | 2回中京2日11R | 高松宮杯             | シネマスコープ     | 18頭 | 14   | 16着 |
| GI初勝利   | 2010年12月5日 | 5回阪神2日11R | ジャパンカップダート | トランセンド       | 16頭 | 1    | 1着  |

### 受賞
- JRA賞最多勝利調教師（2019年）
- 優秀調教師賞（関西）2回（2010年、2011年）
- 優秀厩舎スタッフ賞（関西）（2011年）
- 中京競馬記者クラブ賞（2012年、2013年）
- 優秀厩舎賞(関西)（2013年、2019年、2020年）
- 新人騎手育成賞（2019年）

## 主な管理馬
※括弧内は安田管理時の優勝重賞競走。

### GI級競走優勝馬
太字はGI級競走
- トランセンド（2009年レパードステークス、2010年みやこステークス、ジャパンカップダート、2011年フェブラリーステークス、マイルチャンピオンシップ南部杯、ジャパンカップダート）
- グレープブランデー（2011年ジャパンダートダービー、2013年東海ステークス、フェブラリーステークス）
- カレンチャン（2011年阪神牝馬ステークス、函館スプリントステークス、キーンランドカップ、スプリンターズステークス、2012年高松宮記念）
- ロードカナロア（2011年京阪杯、2012年シルクロードステークス、スプリンターズステークス、香港スプリント、2013年阪急杯、高松宮記念、安田記念、スプリンターズステークス、香港スプリント）
- ファッショニスタ （2019年スパーキングレディーカップ、2020年スパーキングレディーカップ、JBCレディスクラシック)
- ダノンスマッシュ （2018年京阪杯、2019年シルクロードステークス、キーンランドカップ、2020年オーシャンステークス、京王杯スプリングカップ、セントウルステークス、香港スプリント、2021年高松宮記念）
- ダノンザキッド（2020年東京スポーツ杯2歳ステークス、ホープフルステークス）
- レッドルゼル（2021年根岸ステークス、JBCスプリント、2022年東京盃）[19]
- ダノンスコーピオン（2022年アーリントンカップ、NHKマイルカップ）

### 重賞競走優勝馬
- シルヴァコクピット（2000年きさらぎ賞、毎日杯）
- フィフティーワナー（2006年アンタレスステークス）
- メトロノース（2008年北海道2歳優駿）
- シンメイフジ（2009年新潟2歳ステークス 2010年関東オークス）
- ダッシャーゴーゴー（2010年セントウルステークス 2011年オーシャンステークス、CBC賞）
- トウカイミステリー（2011年北九州記念）
- レッドアルヴィス（2014年ユニコーンステークス）
- モンドキャンノ（2016年京王杯2歳ステークス）
- ジューヌエコール（2016年デイリー杯2歳ステークス、2017年函館スプリントステークス）
- オウケンビリーヴ （2018年クラスターカップ）
- ケイデンスコール （2018年新潟2歳ステークス、2021年京都金杯、マイラーズカップ）
- トロワゼトワル （2019年・2020年京成杯オータムハンデキャップ)
- ダイアトニック （2019年・2022年スワンステークス、2020年函館スプリントステークス、2022年阪急杯、阪神カップ）
- デュープロセス（2019年兵庫ゴールドトロフィー）
- デュアリスト（2020年兵庫ジュニアグランプリ）
- レッドガラン（2022年中山金杯、新潟大賞典）
- アグリ（2023年阪急杯）[20]
- ダイシンクローバー（2023年京都ハイジャンプ）[21]
- ミッキーゴージャス（2024年愛知杯）

## 主な厩舎スタッフ
- 川田将雅（2004年-2005年、騎手）
- 斎藤新（2019年-2024年、騎手。美浦所属の斎藤誠の実子）